# Iodchlorid
Iodchlorid (auch Iodmonochlorid) ist eine Interhalogenverbindung, die aus den Elementen Iod und Chlor besteht. Es wurde 1814 von Humphry Davy sowie unabhängig auch von Gay-Lussac entdeckt. 

## Gewinnung und Darstellung
Iodchlorid lässt sich aus den Elementen oder durch Kochen von Iod in Königswasser herstellen.
{\displaystyle \mathrm {I_{2}+Cl_{2}\longrightarrow 2\ ICl} }

## Eigenschaften
Iodchlorid zersetzt sich in Wasser zu Chlorwasserstoff, Iodsäure und Iod. Die feste α-Form riecht stechend und ist wenig hygroskopisch, sie bildet rubinrote Nadeln. Die metastabile β-Form liegt in Form von braunroten, rhombischen Tafeln vor.

## Verwendung
Iodchlorid lässt sich zur Iodierung verwenden. Mit einer essigsauren Iodchlorid-Lösung lässt sich außerdem die Iodzahl bestimmen (Wijs-Methode).

## Sicherheitshinweise
Iodchlorid ist allgemein ätzend, die Dämpfe/Aerosole verursachen Husten, Atemnot und Schleimhautreizungen. Die niedrigste bekannte letale Dosis beträgt oral bei Ratten 50 mg/kg Körpergewicht, beziehungsweise 500 mg/kg bei der Aufnahme durch die Haut.